# Chikkonahalli, Channarayapatna
Chikkonahalli là một làng thuộc tehsil Channarayapatna, huyện Hassan, bang Karnataka, Ấn Độ.